# Echo (Of Mice & Men)
Echo è il settimo album in studio del gruppo musicale statunitense Of Mice & Men, pubblicato nel 2021.

## Tracce
1. Timeless – 4:06
2. Obsolete – 4:25
3. Anchor – 3:58
4. Levee – 4:50
5. Bloom – 4:17
6. Pulling Teeth – 3:22
7. Mosaic – 3:11
8. Fighting Gravity – 4:56
9. Echo – 3:19
10. Helplessly Hoping (Crosby, Stills, Nash & Young cover) – 2:52

## Formazione
- Aaron Pauley – voce, basso
- Alan Ashby – chitarra, cori
- Phil Manansala – chitarra, cori
- Valentino Arteaga – batteria, percussioni